# 特捜刑事・遠山怜子
『特捜刑事・遠山怜子』（とくそうけいじ・とおやまれいこ）は、2003年から2004年までテレビ東京・BSジャパン共同制作「女と愛とミステリー」で放送された刑事ドラマシリーズ。全2回。原作は夏樹静子。主演は浅野ゆう子。

## キャスト

### 警視庁捜査一課特殊犯捜査係
毒物混入事件、誘拐事件、立てこもり事件など凶悪な特殊事件に対応できる部署
遠山怜子
演 - 浅野ゆう子
刑事。階級は警部。家族は亡夫の光一と娘の結。警視庁職員官舎に住んでいる。仕事で家庭を犠牲にしている事を気にしている。仕事でテレビを見る事が少ないためか、芸能関係などの話題には疎い。ハヤシライスが好きである。
難波岳志
演 - 小野武彦
係長。18歳になる娘がいる（第1作での「事件の被害者の一人と同じ年」というセリフがある）。
寺岡澄人
演 - 宇梶剛士
刑事。怜子と捜査で意見が違う事もあるが、彼女の意見を理解している。
布施慎吾
演 - 川岡大次郎
刑事。階級は警部補。怜子とコンビを組む。解剖に立ち会うのが苦手。仕事のため、彼女を作る事ができず、テレビが友達といった様子で芸能関係のネタに詳しい。
吉村正
演 - 菊池均也
刑事。寺岡とコンビを組む。
藤原弘
演 - 萩野崇
刑事。

### その他
遠山光一
演 - 渡辺裕之（第2作）
怜子の夫。警視庁捜査一課特殊犯捜査係の元警部補。11年前、多摩川西署管内で包丁を持った男が離婚した奥さんと娘を人質にとり立てこもるという事件が起きる。当時、多摩川西署刑事だった怜子の単独行動で娘を救出したが、光一は立てこもり犯を取り押さえる際に包丁で腹を刺され殉職。
遠山結
演 - 伊藤未希
光一と怜子の娘。区立中学1年生である（第1作）。成長するにつれ、態度も大きく生意気な部分がある。しかし、母の仕事を理解し、仕事で落ち込む母を励ましている。
氷川辰代
演 - 野際陽子
警視庁嘱託医。山手医科大学付属病院法医学研究所に勤務し、教授である。検死に立ち会う人間を「最後の審判員」と自ら表現する。甘い物とアルコールが彼女のエネルギー源であるため、甘いものをよく食べる場面が多い。

### ゲスト
第1作「愛と復讐のウインターギフト殺人事件」（2003年）
- 塩谷美世子（塩谷の妻） - 星遙子（現・星ようこ）
- 玉井衿奈（ニュースキャスター） - 原久美子
- 戸村（和菓子店主） - 佐藤正宏
- 山下（クリーニング工場工場長・千里の上司） - 伊藤正之
- 柳沢光男（和菓子職人・千里の夫） - 河野洋一郎
- 早乙女章（テレビ東日本 プロデューサー・衿奈の夫） - 田中哲司
- 岩田福男 - 春海四方
- 塩谷剛夫（会社員） - 中根徹
- 猿渡真也（大学生） - 八代真吾
- 中田佳美（南青山女子大学 学生） - 南まい
- 柳沢千里（クリーニング工場従業員・南青山女子大学 出身） - 神保美喜
- 村野友美、棟里佳、小笠原家光、星ひとみ、佐久間梨乃、姫野史子、鈴木シュウ、清水卓藏、能見達也、岡崎宜久、清水ひとみ、後藤祐里、城ミチル、椿鮒子、平井正博、若葉克実

第2作「親子鑑定殺人事件」（2004年）
- 牧原鷹子（牧原総業 専務・牧原の妹） - 芦川よしみ
- 牧原英明（牧原総業 社長） - 中丸新将
- 大木一夫（牧原総業 社長運転手） - 光石研
- 熊代大助（熊代法律事務所 弁護士・牧原総業 顧問弁護士） - 山田明郷
- 向田勇（向田歯科クリニック 歯科医・婿養子） - 井上高志
- 板井（板井歯科 歯科医） - 藤田宗久
- 11年前の犯人 - 青島健介
- 米倉亮一（クラブのボーイ） - 岡本竜汰
- 牧原須磨子（牧原の後妻） - 田中ちなみ
- まきば保育園 園長 - 貴紫いち子
- 婦人 - 渡辺杉枝
- 主婦 - 真下有紀
- 後藤（婦警） - 後藤祐里
- 小室（小室歯科クリニック 歯科医） - グラシアス小林
- 加瀬由美（菜保子の娘・まきば保育園 園児） - 松本梨菜
- 11年前の人質の女の子 - 佐々木麻緒
- 加瀬菜保子（牧原総業 社長秘書） - 斉藤陽子
- 小田切ミキ（まきば保育園 保育士） - 雛形あきこ
- 田浦リオ、厳大介、城健司

## スタッフ
- 原作 - 夏樹静子
- 脚本 - 田子明弘
- 監督 - 伊藤寿浩
- 演出補 - 中島雄一（1）、冨塚博司（2）
- 技術プロデューサー - 石井勝浩
- 撮影 - 浅野仙夫
- 照明 - 青木義男（1）、高山喜博（2）
- 録音 - 竹中崇（1）、島田隆雄（2）
- VE - 小野寺慎一
- 編集 - 深澤佳文
- ライン編集 - 伊藤裕之
- 選曲 - 佐古伸一
- 音響効果 - 栗山伸彦
- MA - 宮下貴江（1）、小林祐二（2）
- 美術プロデューサー - 北林福夫
- 美術進行 - 橋本昌和
- 装飾 - 熊倉秀一（1）、宮崎光平（2）
- 持道具 - 佐々木ちほ（1）、宮崎香奈（2）
- 衣装 - 渡辺純好（1）、柳谷麻里子（2）
- ヘアメイク - 西巻千代江（1）、伊藤杏奈（2）、竹下フミ、佐々木博美（2）
- スタイリスト - 谷口みゆき
- 番組宣伝 - 笹原七重（テレビ東京）
- スチール - 大原健二
- 車輌 - ドルフィンズ
- カースタント - カースタントTA・KA（2）
- 殺陣 - 大道寺俊典
- PC画面 - ムーンファクトリー（2）
- 記録 - 湯田恵美子（1）、小林昌枝（2）
- 制作担当 - 渡邊義行
- 美術協力 - DELL（第2作）
- 協力 - バスク、フジアール
- 企画協力 - ミストラル
- 監修協力 - 支倉逸人、柳田純一
- プロデューサー - 岡部紳二（テレビ東京）、森川真行
- プロデューサー補 - 石塚清和
- 制作 - テレビ東京、BSジャパン、FINE

## 放送日程
| 話数 | 放送日         | サブタイトル                       | 原作                             | 脚本     | 監督     | 視聴率 |
| ---- | -------------- | ---------------------------------- | -------------------------------- | -------- | -------- | ------ |
| 1    | 2003年11月19日 | 愛と復讐のウインターギフト殺人事件 | 「贈り物」（「モラルの罠」所収） | 田子明弘 | 伊藤寿浩 | 11.7%  |
| 2    | 2004年10月20日 | 親子鑑定殺人事件                   | 「歯」（「湖・毒・夢」所収）     | 田子明弘 | 伊藤寿浩 | 08.4%  |

- 視聴率はビデオリサーチ調べ、関東地区・世帯

## 関連作品
- 女刑事・遠山怜子シリーズ（1995年 - 1997年、フジテレビ、金曜女のドラマスペシャル） - 原作：夏樹静子、主演：古手川祐子
- 特捜婦警・遠山優子（1988年、フジテレビ、男と女のミステリー） - 原作：夏樹静子、主演：沢口靖子